# Oxyopsis lobeter
Oxyopsis lobeter es una especie de mantis de la familia Mantidae.

## Distribución geográfica
Se encuentra en Brasil Argentina y Paraguay.